# Emily Samuelson
Emily Samuelson (ur. 14 maja 1990 w Southfield) – amerykańska łyżwiarka figurowa, startujący w parach tanecznych. Uczestniczka igrzysk olimpijskich (2010), medalistka mistrzostw czterech kontynentów, mistrzyni świata juniorów (2008) oraz wicemistrzyni Stanów Zjednoczonych (2009).

## Osiągnięcia

### Z Toddem Gillesem
| Zawody                           | 11–12          |                |                |                |                |                |                |                |                |                |                |                |                |                |                |                |                |
| Międzynarodowe                   | Międzynarodowe | Międzynarodowe | Międzynarodowe | Międzynarodowe | Międzynarodowe | Międzynarodowe | Międzynarodowe | Międzynarodowe | Międzynarodowe | Międzynarodowe | Międzynarodowe | Międzynarodowe | Międzynarodowe | Międzynarodowe | Międzynarodowe | Międzynarodowe | Międzynarodowe |
| -------------------------------- | -------------- | -------------- | -------------- | -------------- | -------------- | -------------- | -------------- | -------------- | -------------- | -------------- | -------------- | -------------- | -------------- | -------------- | -------------- | -------------- | -------------- |
| GP Cup of China                  | 8              |                |                |                |                |                |                |                |                |                |                |                |                |                |                |                |                |
| Krajowe                          |                |                |                |                |                |                |                |                |                |                |                |                |                |                |                |                |                |
| Mistrzostwa Stanów Zjednoczonych | 8              |                |                |                |                |                |                |                |                |                |                |                |                |                |                |                |                |
| Pacific Sectional                | 1              |                |                |                |                |                |                |                |                |                |                |                |                |                |                |                |                |

### Z Evanem Batesem

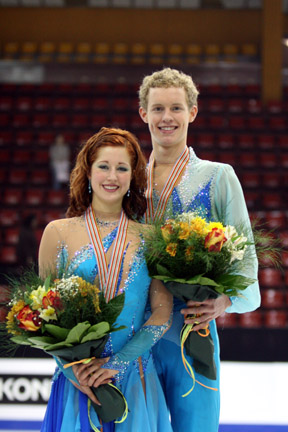
Samuelson i Bates na podium mistrzostw świata juniorów 2008

| Zawody                                | 03–04          | 04–05          | 05–06          | 06–07          | 07–08          | 08–09          | 09–10          |                |                |                |                |                |                |                |                |                |                |
| Międzynarodowe                        | Międzynarodowe | Międzynarodowe | Międzynarodowe | Międzynarodowe | Międzynarodowe | Międzynarodowe | Międzynarodowe | Międzynarodowe | Międzynarodowe | Międzynarodowe | Międzynarodowe | Międzynarodowe | Międzynarodowe | Międzynarodowe | Międzynarodowe | Międzynarodowe | Międzynarodowe |
| ------------------------------------- | -------------- | -------------- | -------------- | -------------- | -------------- | -------------- | -------------- | -------------- | -------------- | -------------- | -------------- | -------------- | -------------- | -------------- | -------------- | -------------- | -------------- |
| Igrzyska olimpijskie                  |                |                |                |                |                |                | 11             |                |                |                |                |                |                |                |                |                |                |
| Mistrzostwa świata                    |                |                |                |                |                | 11             | 9              |                |                |                |                |                |                |                |                |                |                |
| Mistrzostwa czterech kontynentów      |                |                |                |                |                | 3              |                |                |                |                |                |                |                |                |                |                |                |
| GP NHK Trophy                         |                |                |                |                |                | 3              |                |                |                |                |                |                |                |                |                |                |                |
| GP Skate America                      |                |                |                |                |                | 4              |                |                |                |                |                |                |                |                |                |                |                |
| GP Skate Canada International         |                |                |                |                |                |                | 5              |                |                |                |                |                |                |                |                |                |                |
| GP Trophée Eric Bompard               |                |                |                |                |                |                | 4              |                |                |                |                |                |                |                |                |                |                |
| Nebelhorn Trophy                      |                |                |                |                |                | 1              |                |                |                |                |                |                |                |                |                |                |                |
| Międzynarodowe: Kategorie młodzieżowe |                |                |                |                |                |                |                |                |                |                |                |                |                |                |                |                |                |
| Mistrzostwa świata juniorów           |                |                | 10             | WD             | 1              |                |                |                |                |                |                |                |                |                |                |                |                |
| JGP Finał                             |                |                |                | 2              | 2              |                |                |                |                |                |                |                |                |                |                |                |                |
| JGP w Austrii                         |                |                |                |                | 1              |                |                |                |                |                |                |                |                |                |                |                |                |
| JGP w Bułgarii                        |                |                | 5              |                |                |                |                |                |                |                |                |                |                |                |                |                |                |
| JGP w Meksyku                         |                |                |                | 1              |                |                |                |                |                |                |                |                |                |                |                |                |                |
| JGP na Słowacji                       |                |                | 8              |                |                |                |                |                |                |                |                |                |                |                |                |                |                |
| JGP w Stanach Zjednoczonych           |                |                |                |                | 1              |                |                |                |                |                |                |                |                |                |                |                |                |
| JGP na Tajwanie                       |                |                |                | 1              |                |                |                |                |                |                |                |                |                |                |                |                |                |
| Estonia IIDC                          | 2 N            |                |                |                |                |                |                |                |                |                |                |                |                |                |                |                |                |
| Krajowe                               |                |                |                |                |                |                |                |                |                |                |                |                |                |                |                |                |                |
| Mistrzostwa Stanów Zjednoczonych      | 3 N            | 1 N            | 2 J            | 1 J            | 4              | 2              | 3              |                |                |                |                |                |                |                |                |                |                |
| Midwestern Sectional                  | 2 N            | 1 N            | 1 J            |                |                |                |                |                |                |                |                |                |                |                |                |                |                |
| Eastern Great Lakes Regionals         | 1 N            | 2 N            |                |                |                |                |                |                |                |                |                |                |                |                |                |                |                |